# Pirmin Bischof
Pirmin Bischof (Solothurn, 24 februari 1959) is een Zwitsers advocaat, notaris en politicus voor de Christendemocratische Volkspartij (CVP/PDC) uit het kanton Solothurn. Hij zetelt sinds 2019 in de Kantonsraad.

## Biografie

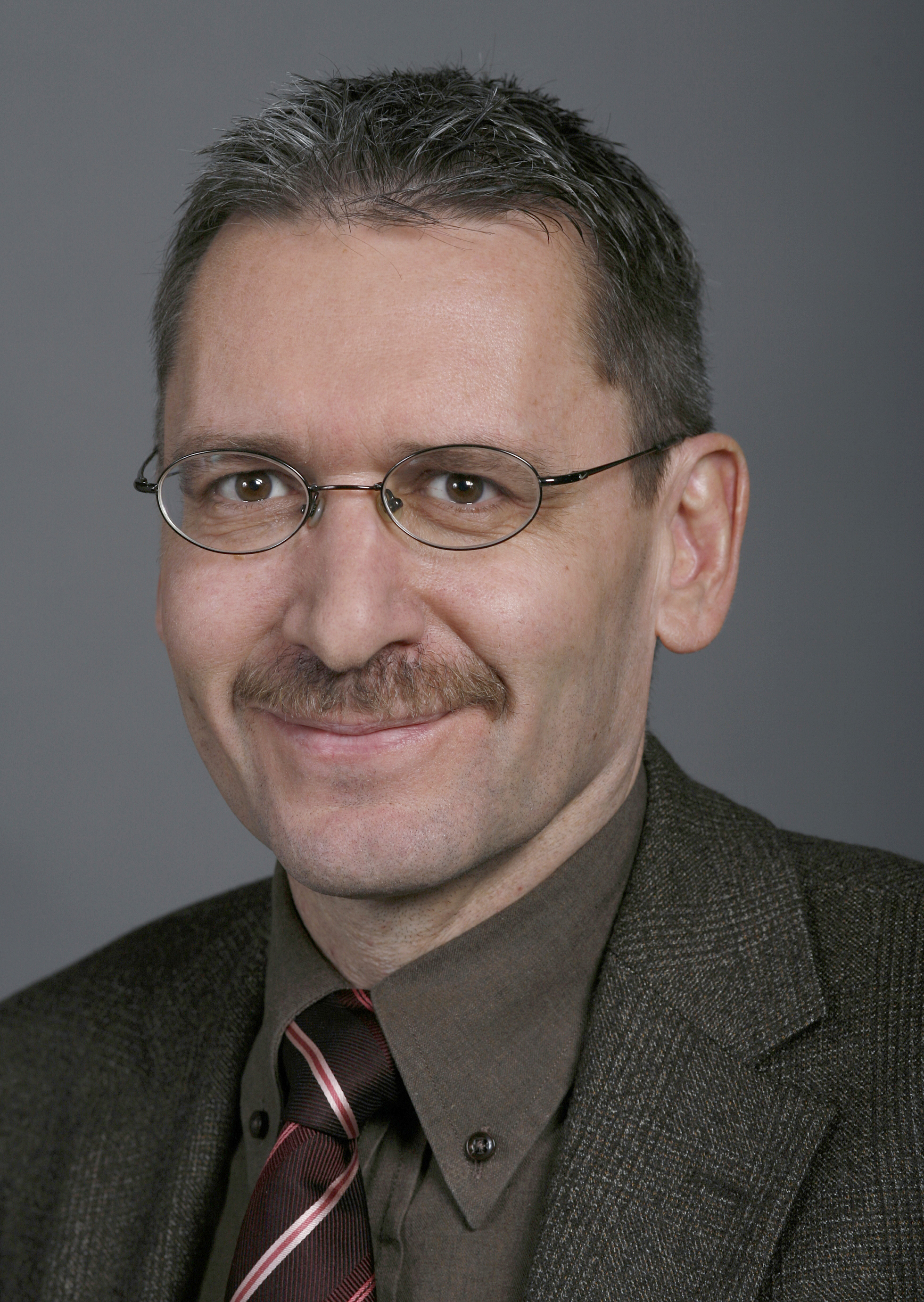
Pirmin Bischof in 2007.

### Opleiding en carrière
Pirmin Bischof is afkomstig van Eggersriet. Hij studeerde rechten aan de Universiteit van Bern en de Harvard-universiteit in de Verenigde Staten. In 1994 behaalde hij een doctoraat. In Zwitserland werd hij advocaat en notaris en in New York advocaat. Hij zetelt in verschillende raden van bestuur van ondernemingen, waaronder de Kerncentrale Gösgen.

### Politicus
Sinds 1997 maakt Bischof deel uit van het stadsbestuur van Solothurn. Van april 2005 tot november 2007 zetelde hij in de Kantonsraad van Solothurn, het kantonnaal parlement. Hij verliet dit parlement toen hij bij de federale parlementsverkiezingen van 2007 in de Nationale Raad. Bij de federale parlementsverkiezingen van 2011 werd hij in de Nationale Raad herverkozen, maar geraakte hij eveneens verkozen in de federale Kantonsraad, waardoor hij in deze kamer ging zetelen. Bij de parlementsverkiezingen van 2015 en die van 2019 werd hij herverkozen.